# Lamborghini
Automobili Lamborghini S.p.A., thường gọi tắt là Lamborghini, là nhà sản xuất siêu xe thể thao cao cấp (siêu xe) của Italy, có trụ sở chính và xưởng sản xuất đặt tại Sant' Agata Bolognese, gần Bologna, Italy. Hiện tại Lamborghini là công ty con của công ty Audi AG thuộc tập đoàn ô tô Volkswagen của Đức. Lamborghini cũng cạnh tranh với Ferrari và hàng loạt tên tuổi lớn khác trong ngành công nghiệp xe hơi thể thao. Công ty được doanh nhân Ý Ferruccio Lamborghini thành lập năm 1963, ông đã từng sở hữu công ty máy kéo rất thành công, Lamborghini Trattori S.p.A.
Bước ngoặt đến với Lamborghini khi ông phát hiện bộ ly hợp trên chiếc Ferrari của mình bị hỏng, ông thấy nó giống với bộ ly hợp mà ông thường sử dụng trên những chiếc máy kéo, ông đến công ty Ferrari và yêu cầu họ thay thế bộ ly hợp tốt hơn. Tuy nhiên, Enzo Ferrari nói rằng: "Ông chỉ là người sản xuất máy kéo và không biết gì về những chiếc xe thể thao". Ngay lập tức Lamborghini quyết định thành lập một hãng sản xuất ô tô với mục tiêu mang đến những chiếc xe thể thao hoàn hảo hơn. Ngày 30 tháng 10 năm 1963, Automobili Lamborghini S.p.A. chính thức được thành lập ở Sant'Agata Bolognese, một ngôi làng nhỏ nẳm giữa Bologna và Modena. Chiếc xe đầu tiên của công ty, Lamborghini 350 GT, đã được ra mắt tại Torino Motors Show vào tháng 10 cùng năm. Tiếp theo vào năm 1966, huyền thoại Lamborghini Miura, thiết kế bởi Marcello Gandini, đã xuất hiện lần đầu tiên trong cuộc triển lãm xe hơi Geneva Motor Show. Chiếc Miura là chiếc xe đầu tiên có động cơ V12 nằm giữa trên thế giới
Năm 1968 đánh dấu sự ra đời của hai chiếc xe huyền thoại trong series siêu xe của Lamborghini: Islero GT và chiếc Espada. Chiếc Islero GT có động cơ V12, hộp số độc lập và phanh đĩa. Còn chiếc Espada được coi là sự kết hợp hoàn hảo giữa sự mạnh mẽ, cơ động của một chiếc xe thể thao và vẻ hào nhoáng, sang trọng của một chiếc xe siêu sang.
Lamborghini tiếp tục cho ra hai chiếc The Islero S và GTS vào cuối hè năm 1969 với hộp số cải tiến và động cơ mạnh mẽ hơn. Động thời trong năm này Miura P400S cũng ra đời với động cơ V12-370 bhp mạnh nhất thời bấy giờ.
Vào năm 1971, Marcello Gandini tập họp rất nhiều kỹ sư, chuyên gia của Paolo Stanzini để hợp tác phát triển huyền thoại Countach, chiếc xe được coi là mở ra thời kỳ hoàng kim rực rỡ nhất cho Lamborghini. Từ năm 1972 đến năm 1990 đã xảy ra nhiều biến động to lớn đối với Lamborghini. Bắt đầu là cuộc khủng hoảng dầu mỏ vào năm 1973 làm cho Ferrucio Lamborghini phải bán 51% cổ phần vào tay một nhà đầu tư người Thụy Sĩ tên Georges-Henri Rossetti. Một năm sau, ông ta bắt buộc phải bán luôn phần còn lại cho một nhà đầu tư Thụy Sĩ khác là René Leimer. Do gặp nhiều khó khăn về tài chính nên công ty bắt đầu phải nhận tài trợ từ các nhà kinh doanh. Vào năm 1980, Lamborghini bị bán cho anh em nhà Mimran, những nhà đầu tư nổi tiếng trong ngành thực phẩm.
Do không thể kham nổi chi phí cho việc phát triển mà công ty phải đi tìm những nhà đầu tư khác. Vào tháng 4 năm 1987, Chrysler, một công ty sản xuất ôtô nổi tiếng thế giới, đã sở hữu 100% cổ phần của công ty.
Mọi khó khăn đã tạm gác lại vì hào quang do những chiếc siêu xe của công ty đem lại: Diablo, chiếc xe nhanh nhất thế giới lúc đó với tốc độ tối đa 320 km/h, bên cạnh đó còn là sự ra đời và kế thừa xứng đáng của những chiếc xe danh giá đã kể trên như: Lamborghini Miura, Lamborghini Countach... Và chính chiếc Diablo đã thay thế hết sức xứng đáng cho dòng xe Countach lừng danh. Special Edition của chiếc xe này có số lượng sản xuất giới hạn, chỉ 150 chiếc trên toàn thế giới.
Vào năm 1997 dòng xe Diablo tiếp theo đã xuất xưởng với vẻ đẹp hoàn hảo với động cơ 6.0L V12 và khả năng tăng tốc từ 0–100 km/h chỉ khoảng 3 giây.
Năm 2001 cũng đánh dấu chấm hết cho việc sản xuất loạt xe Diablo và thay vào đó là chiếc Murcielago. Chiếc Murcielago đầu tiên được giới thiệu tại IAA Frankfurt Auto Show với động cơ 6.2L V12. Lamborghini Murcielago xứng đáng là một huyền thoại của Lamborghini khi đây là mẫu xe tiêu biểu của loại xe mang động cơ V12 đặt giữa nổi danh.
Năm 2012 đánh giá một bước ngoặt đối với làng công nghiệp ô tô thế giới khi chiếc xe thay thế Lamborghini Murcielago, Lamborghini Aventador ra mắt tại Geneva Mortos Show 2012. Chiếc siêu xe được đánh giá là "mẫu siêu xe thể thao dân dụng đẹp nhất thế giới". Với khối động cơ V12 mạnh mẽ công suất 700 mã lực, khả năng tăng tốc từ 0–100 km/h chỉ trong 2,9 giây trước khi đạt vận tốc tối đa trên 350 km/h. Đây cũng là một trong những mẫu xe nổi tiếng nhất trong lịch sử nền công nghiệp ô tô thế giới.
Từ năm 2003-2013, Lamborghini sản xuất xe Gallardo, mẫu xe thành công nhất của hãng. Đây là mẫu siêu xe thể thao cỡ nhỏ đầu tiên mà Lamborghini sản xuất, mở đầu cho các mẫu siêu xe cỡ nhỏ nổi tiếng khác của Ferrari, McLaren,... chiếc xe được mang động cơ V10 danh giá của Lamborghini.
Năm 2013, hãng Lamborghi nhân lễ kỉ niệm thành lập công ty, đã ra mắt xe Lamborghini Veneno (trên thế giới chỉ có 3 chiếc, không tính chiếc trưng bày) giá bán của chiếc xe hiện đang là chiếc xe đắt giá nhất trong lịch sử thế giới với 4 triệu USD. Ngoài ra, năm 2012 Lamborghini còn ra mắt xe Aventador J (trên thế giới chỉ có 1 chiếc), xe Egoista (chiếc này chỉ có ở viện bảo tàng Lamborghini), xe Sesto Elemento (trên thế giới chỉ có 20 chiếc). Ngoài ra còn có huyền thoại Lamborghini Reventon và gần đây nhất, tại Geneva Mortos Show 2016 thì siêu phẩm Lamborghini Centenario, được sản xuất để kỉ niệm 100 năm ngày sinh của nhà sáng lập Ferruccio Lamborghini. Mang trong mình cỗ máy V12 huyền thoại đạt công suất 770 mã lực, khả năng tăng tốc từ 0–100 km/h chỉ trong 2,8 giây trước khi đạt vận tốc tối đa trên 370 km/h. Hiện đây là mẫu xe Lamborghini mạnh mẽ nhất trong lịch sử.
Tháng 2 năm 2014, Lamborghini ngừng sản xuất xe Gallardo và thay vào đó là mẫu Huracan. Với nhiều cải tiến vượt trội so với người tiềm nhiệm thì Huracan hiện đang làm mưa làm gió trên thị trường siêu xe thể thao thế giới. Lamborghini Huracan được đánh giá là mẫu siêu xe cỡ nhỏ hoàn hảo nhất thế giới.
Trước đó, được ra mắt vào ngày 28 tháng 2 năm 2011 tại Geneva Motor Show, 5 tháng sau khi ra mắt tại Sant'Agata Bolognese, chiếc xe được đặt tên mã là LB834, được thiết kế để thay thế cho mẫu xe cũ Murciélago đã trở thành mẫu xe mới.
Ngay sau khi Aventador ra mắt, Lamborghini đã thông báo rằng đã bán được hơn 12 chiếc xe vừa sản xuất, với các chuyến giao hàng bắt đầu vào nửa cuối năm 2011. Đến tháng 3 năm 2016, Lamborghini đã sản xuất được 5000 chiếc Aventador, mất năm năm để đạt được mốc quan trọng này.
Ngày 27 tháng 9 năm 2022, chiếc Aventador LP 780-4 Ultimae cuối cùng đã lăn bánh khỏi dây chuyền sản xuất sau hơn 11 năm đầy thành công vang dội khắp toàn cầu.
Vào năm 2024, Lamborghini đã cho ra mắt phiên bản cuối cùng của dòng Huracan: Huracan STJ. (Chi tiết xem tạihttps://vnexpress.net/lamborghini-huracan-stj-sieu-bo-v10-chi-10-chiec-toan-the-gioi-4733116.html)
Trước đó một năm, Lamborghini đã bất ngờ giới thiệu siêu phẩm Revuelto, mạnh mẽ nhất từ trước đến nay trong gia đình Lamborghini, đồng thời đánh dấu kỷ nguyên điện hóa của Lamborghini với 

## Các dòng xe Lamborghini (Không theo thứ tự thời gian)
1. Lamborghini Aventador
2. Lamborghini Centenario
3. Lamborghini Huracán
4. Lamborghini Veneno
5. Lamborghini Sesto Elemento
6. Lamborghini Miura
7. Lamborghini Urus
8. Lamborghini Temerario
9. Lamborghini Gallardo
10. Lamborghini Murcielago
11. Lamborghini Revuelto
12. Lamborghini Egoista
13. Lamborghini Reventon
14. Lamborghini Sian FKP37
15. Lamborghini Countach
16. Concept Terzo Millenio
17. Concept Estoque
18. Lamborghini Diablo
19. Concept Lanzador
20. Concept Asterion
21. Lamborghini Invencible
22. Lamborghini Autenticab
23. Lamborghini V12 Vision Gran Turismo (mô hình tỷ lệ 1:1)

## Concept do người hâm mộ tự thiết kế
Danh sách sau đây bao gồm những chiếc xe được các fan hâm mộ của Lamborghini tự thiết kế:
-Lamborghini Fantazma
-Lamborghini Massacre
-Lamborghini Xeno
-Lamborghini Forsennato
-Lamborghini Perdigon
-Lamborghini Ebelado

## Concept
Vào năm 2017, Lamborghini giới thiệu mẫu xe concept chạy điện Lamborghini Terzo Millennio, thành quả đầu tiên từ sự hợp tác giữa công ty này với học viện công nghệ MIT. (Xem thêm tại https://www.lamborghini.com/en-en/models/concept/terzo-millennio) Mẫu xe này (tính đến năm 2024) vẫn chưa được sản xuất, dù chỉ là bản thử nghiệm.
Sau đó, mẫu concept sedan Estoque bị rò rỉ, nhưng tính đến năm 2024 thì vẫn chưa có gì mới.Ngoài ra, Asterion là một concept xe hybrid kiểu coupe động cơ đặt trước, và được định vị là một chiếc grand touring (GT).

## Trò chơi & Phim ảnh
Lamborghini góp mặt trong trò chơi và phim ảnh, tiêu biểu như:
-Forza Horizon 3, 4 và 5.(Game)
-Asphalt 8 và 9.(Game)
-The Crew: Motorfest.(Game)
-Fast And Furios series.(Phim)
-MF Ghost.(Phim)
-Asphalt Legends:Unite.(Game, sắp tới)
-Gran Turismo.

## Điện khí hóa
Lamborghini đã cho triển khai chương trình Direzione Cor Tauri. Về cơ bản, chương trình này vạch ra hướng đi của Lamborghini trong việc điện khí hóa đội hình sản phẩm. (Xem thêm tại https://www.lamborghini.com/en-en/news/lamborghini-announces-its-roadmap-for-electrification-direzione-cor-tauri)
Mặc dù chưa sản xuất chính thức bất kỳ mẫu xe thuần điện nào, nhưng Lamborghini cũng đã có những chiếc xe hybrid và 2 mẫu concept thuần điện:
- Urus SE.(Hybrid)
-Sian FKP37.(Hybrid)
-Revuelto.(Hybrid)
-Lanzador.(Concept)
-Terzo Millennio.(Concept)

## Đồ chơi
Lamborghini đã hợp tác cùng tập đoàn LEGO để tạo ra hai mô hình của hai dòng xe Countach (Speed Champions) và Sian FKP37 (Technic).
Một số hãng mô hình như MiniAuto, Bburago hay Hot Wheels cũng làm mô hình về những chiếc xe của Lamborghini.

## Đua xe
Ferrucio Lamborghini-người sáng lập ra hãng xe Lamborghini-cho rằng đua xe là một việc gây lãng phí tiền bạc.Sau này, khi tiềm lực của công ty đã khá hơn, họ bắt đầu phát triển các mẫu xe đua. Họ còn lập riêng một phân nhánh về xe đua,tên là Squadra Corse (SC).Có thể kể đến các mẫu:
-Lamborghini Huracan Super Trofeo Evo.
-Lamborghini Huracan Super Trofeo Evo 2.
-Lamborghini Huracan STO.(hợp pháp trên đường phố)
-Lamborghini Huracan STJ.(tương tự như STO)
-Lamborghini SC18 Alston.
-Lamborghini SC20.
-Lamborghini SC63 (Le Mans 24h).

## Các bản độ
Lamborghini là hãng xe được rất nhiều các hãng độ yêu thích.Các bản độ của các dòng xe nổi tiếng có thể kể đến như: Mansory Carbonado EVO; Lamborghini Aventador độ Liberty Walk;... Tuy nhiên, chưa ai dám tự độ một chiếc xe từ tầm hypercar trở lên của Lamborghini, một phần vì số lượng giới hạn, một phần vì chiếc xe rất đắt.
1. ↑  AUDI AG 2012, tr. 162.
2. ↑  AUDI AG 2011a, tr. 62.
3. ↑  Volkswagen AG 2012, tr. 19.